# العلاقات الأرمينية النيجيرية
العلاقات الأرمينية النيجيرية هي العلاقات الثنائية التي تجمع بين أرمينيا ونيجيريا.

## مقارنة بين البلدين
هذه مقارنة عامة ومرجعية للدولتين:
| وجه المقارنة                                              | أرمينيا                    | نيجيريا                     |
| --------------------------------------------------------- | -------------------------- | --------------------------- |
| المساحة (كم2)                                             | 29.74 ألف                  | 923.77 ألف                  |
| عدد السكان (نسمة)                                         | 2.93 مليون                 | 190.89 مليون                |
| الكثافة السكانية (ن./كم²)                                 | 98.52                      | 206.64                      |
| العاصمة                                                   | يريفان                     | أبوجا، لاغوس                |
| اللغة الرسمية                                             | لغة أرمنية                 | لغة إنجليزية، اللغة اليوربا |
| العملة                                                    | درام أرميني                | نيرة نيجيرية                |
| الناتج المحلي الإجمالي (بليون دولار)                      | 11.54 مليار                | 375.77 مليار                |
| الناتج المحلي الإجمالي (تعادل القوة الشرائية) بليون دولار | 25.41 مليار                | 1.09 تريليون                |
| الناتج المحلي الإجمالي الاسمي للفرد دولار أمريكي          | 3.49 ألف                   | 2.64 ألف                    |
| الناتج المحلي الإجمالي للفرد دولار أمريكي                 | 8.07 ألف                   | 5.91 ألف                    |
| مؤشر التنمية البشرية                                      | 0.743                      | 0.514                       |
| رمز المكالمات الدولي                                      | +374                       | +234                        |
| رمز الإنترنت                                              | .am، .հայ ‏                 | .ng                         |
| المنطقة الزمنية                                           | ت ع م+04:00، توقيت أرمينيا | ت ع م+01:00                 |

## منظمات دولية مشتركة
يشترك البلدان في عضوية مجموعة من المنظمات الدولية، منها:
| علم المنظمة | اسم المنظمة                               | تاريخ انضمام أرمينيا | تاريخ انضمام نيجيريا |
| ----------- | ----------------------------------------- | -------------------- | -------------------- |
|             | مؤسسة التنمية الدولية                     | 25 أغسطس 1993        | 14 نوفمبر 1961       |
|             | الأمم المتحدة                             | 2 مارس 1992          | 7 أكتوبر 1960        |
|             | منظمة التجارة العالمية                    | 5 فبراير 2003        | ?                    |
|             | منظمة الشرطة الجنائية الدولية             | ?                    | ?                    |
|             | المركز الدولي لتسوية المنازعات الاستشارية | 16 أكتوبر 1992       | 14 أكتوبر 1966       |
|             | الاتحاد الدولي للاتصالات                  | 30 يونيو 1992        | 11 أبريل 1961        |
|             | الفريق المعني برصد الأرض                  | ?                    | ?                    |
|             | البنك الدولي للإنشاء والتعمير             | 16 سبتمبر 1992       | 30 مارس 1961         |
|             | الاتحاد البريدي العالمي                   | ?                    | ?                    |
|             | منظمة حظر الأسلحة الكيميائية              | ?                    | ?                    |
|             | مؤسسة التمويل الدولية                     | 18 أبريل 1995        | 30 مارس 1961         |
|             | وكالة ضمان الاستثمار متعدد الأطراف        | 5 ديسمبر 1995        | 12 أبريل 1988        |
|             | يونسكو                                    | 9 يونيو 1992         | 14 نوفمبر 1960       |

## وصلات خارجية
- موقع وزارة الخارجية الأرمينية
- موقع وزارة الخارجية النيجيرية